# Paulo Junichi Tanaka
Paulo Junichi Tanaka (田中 パウロ 淳一 Tanaka Paulo Junichi?, nacido el 23 de octubre de 1993 en Hyogo) es un futbolista japonés que se desempeña como centrocampista en el Tochigi City de la J3 League.

## Trayectoria

### Clubes
| Club                | País  | Año         |
| ------------------- | ----- | ----------- |
| Kawasaki Frontale   | Japón | 2012 - 2013 |
| Zweigen Kanazawa    | Japón | 2014 - 2015 |
| FC Gifu             | Japón | 2016 - 2018 |
| Renofa Yamaguchi FC | Japón | 2019 - 2023 |
| Tochigi City FC     | Japón | 2023 -      |

## Estadística de carrera

### J. League
| Club              | Año   | J. League | J. League | Copa J. League | Copa J. League | Total | Total |
| Club              | Año   | Part.     | Goles     | Part.          | Goles          | Part. | Goles |
| ----------------- | ----- | --------- | --------- | -------------- | -------------- | ----- | ----- |
| Kawasaki Frontale | 2012  | 3         | 0         | 0              | 0              | 3     | 0     |
| Kawasaki Frontale | 2013  | 0         | 0         | 0              | 0              | 0     | 0     |
| Zweigen Kanazawa  | 2014  | 24        | 2         | -              | -              | 24    | 2     |
| Zweigen Kanazawa  | 2015  | 25        | 0         | -              | -              | 25    | 0     |
| FC Gifu           | 2016  | 20        | 0         | -              | -              | 20    | 0     |
| FC Gifu           | 2017  | 36        | 5         | -              | -              | 36    | 5     |
| Total             | Total | 108       | 7         | 0              | 0              | 108   | 7     |